# Oyndarfjørður
Oyndarfjørður [ˈɔindaɹˌfjøːɹʊɹ] és un poble de l'illa d'Eyturoy, a les illes Fèroe. Forma part del municipi de Runavík. L'1 de gener del 2021 tenia 134 habitants.
El nom del poble prové del nom masculí Oyvindur (Eyvindur en islandès). Les primeres fonts escrites que esmenten la localitat daten de principis del segle XIV (aquestes mateixes fonts indiquen que el poble encara és molt més antic, probablement de l'època vikinga). Oyndarfjørður va ser un lloc força aïllat fins que no es va construir, el 1965, la carretera que el comunica amb el sud i, així amb la resta de l'illa. Dels anys 1918 al 2005 Oyndarfjørður va formar un municipi propi.
L'església és de construcció típica feroesa, de fusta i sostre d'herba, i data del 1838. El retaule és obra del pintor danès C.W. Eckersberg (1783-1853).
A la platja d'Oyndarfjørður hi ha les famoses Rinkusteinar (roques oscil·lants), dues grans roques que es mouen amb les ones del mar. Aquesta curiositat es pot visualitzar gràcies a una cadena que hi ha clavada a la pedra i que arriba fins a la riba, d'aquesta manera s'observa com es va tibant i afluixant.